# Ali Karimi
Mohammad Ali Karimi Pashaki (Persisk: محمد علی کریمی , født 8. november 1978 i Karaj) er en tidligere iransk fodboldspiller, der fik øgenavnet "den asiatiske Maradona", og i øvrigt bliver betragtet som værende blandt Asiens bedste fodboldspillere nogensinde.
Han spillede fra 1998 til 2012 på Irans landshold, men afsluttede sin aktive karriere i den iranske klub Tractor Sazi. Fra 2005 til 2007 spillede han for Bayern München.
Privat er han gift og har fået to sønner.